# Elizabeth Mitchell
Elizabeth Mitchell (született 	Elizabeth Joanna Robertson) (Los Angeles, Kalifornia, 1970. március 27. –) amerikai színésznő.
Főként televíziós sorozatokban szerepel, legismertebb alakítása Juliet Burke volt a Lost – Eltűntek című sorozatban. Főszerepeket játszott a V, mint veszélyes és a Revolution című sorozatokban, továbbá feltűnt az Egyszer volt, hol nem volt és a Dead of Summer című műsorokban is.
A sorozatok mellett olyan filmekben látható, mint a Kifutó a semmibe (1998), a Télapu 2. – Veszélyben a karácsony (2002), a Télapu 3. – A szánbitorló (2006) és A megtisztulás éjszakája: Választási év (2016).

## Fiatalkora és pályafutása
Los Angelesben született, de Dallasban (Texas) nőtt fel. Két húga van, Kristie 8, Kate 12 évvel fiatalabb nála. Művészeti középiskolába járt és színjátszásból szerzett diplomát. Pályáját színházakban kezdte, többek között játszott a Chicago c. musicalben és Rosalindát alakította az Ahogy tetszikben.
A közönség szélesebb körben a Kifutó a semmibe (Gia) című tv-drámában ismerhette meg, mely az HBO produkciójában készült. A számos díjat nyert filmben Mitchell Lindát, a sminkeslányt játszotta, aki kétségbeesetten próbálja visszatartani a drogoktól modell barátnőjét, Giát (Angelina Jolie). Ezt követően főszerepet játszott a Linda McCartney életéről szóló tv-filmben, majd kisebb filmszerepek és a Vészhelyzet 14 epizódja után a Télapó feleségét játszotta a Télapu 2. és 3. részében. A Lost című népszerű amerikai tévésorozatban Dr. Juliet Burke-öt alakította. A szerepért 2007-ben Szaturnusz-díjra jelölték legjobb televíziós női mellékszereplő kategóriában.

## Magánélete
1994 és 1999 között David Lee Smith színésszel állt romantikus kapcsolatban. A 2000-es Mrs. Beatles – Linda McCartney története forgatásán ismerte meg Gary Bakewell színészt. Bár eljegyezték egymást, kapcsolatuk 2002-ben véget ért.
Mitchell 2004. június 13-án ment feleségül Chris Soldevilla színészhez. Fiuk, Christopher Joseph (CJ) Soldevilla 2005. szeptember 4-én született. 2013-ban Mitchell és férje kibékíthetetlen ellentétekre hivatkozva elvált egymástól.

## Filmográfia

### Film
| Év   | Magyar cím                              | Eredeti cím                           | Szerep                           | Magyar hang  |
| ---- | --------------------------------------- | ------------------------------------- | -------------------------------- | ------------ |
| 1999 | Molly, vár a világ                      | Molly                                 | Beverly Trehare                  |              |
| 2000 | Frekvencia                              | Frequency                             | Julia 'Jules' Sullivan           | Orosz Anna   |
| 2000 | Betty nővér                             | Nurse Betty                           | Chloe Jensen                     | Rudolf Teréz |
| 2001 |                                         | Hollywood Palms                       | Blair                            |              |
| 2001 |                                         | Double Bang                           | Dr. Karen Winterman              |              |
| 2002 | Télapu 2. – Veszélyben a karácsony      | The Santa Clause 2                    | Carol Newman / Mrs. Claus        | Tóth Ildikó  |
| 2006 | Halálos hajsza                          | Running Scared                        | Edele Hansel                     | Fehér Anna   |
| 2006 | Télapu 3. – A szánbitorló               | The Santa Clause 3: The Escape Clause | Mrs. Claus / Carol Newman-Calvin | Tóth Ildikó  |
| 2011 |                                         | Answers to Nothing                    | Kate                             |              |
| 2016 | A megtisztulás éjszakája: Választási év | The Purge: Election Year              | Charlene 'Charlie' Roan          |              |

### Televízió
| Év        | Magyar cím                                   | Eredeti cím                       | Szerep                               | Megjegyzések                                                                   |
| --------- | -------------------------------------------- | --------------------------------- | ------------------------------------ | ------------------------------------------------------------------------------ |
| 1993      |                                              | Dangerous Curves                  | Bethanny Haines                      | vendégszereplő (1 epizód)                                                      |
| 1994–1995 |                                              | Loving                            | Dinah Lee Mayberry Alden McKenzie #2 | vendégszereplő                                                                 |
| 1996      | Tűzoltók                                     | L.A. Firefighters                 | Laura Malloy                         | visszatérő szereplő (6 epizód)                                                 |
| 1996      | Sentinel – Az őrszem                         | The Sentinel                      | Wendy Hawthorne                      | vendégszereplő (1 epizód)                                                      |
| 1997      | JAG – Becsületbeli ügyek                     | JAG                               | Sandra Gilbert hadnagy               | vendégszereplő (1 epizód)                                                      |
| 1997      |                                              | Comfort, Texas                    | Trudy                                | eladatlan próbaepizód                                                          |
| 1998      |                                              | Significant Others                | Jane Chasen                          | visszatérő szereplő (6 epizód)                                                 |
| 1998      | Kifutó a semmibe                             | Gia                               | Linda Mitchell                       | - tévéfilm - magyar hangja: - Kováts Adél                                      |
| 1999–2000 |                                              | Time of Your Life                 | Ashley Holloway                      | visszatérő szereplő (4 epizód)                                                 |
| 2000      | Mrs. Beatles – Linda McCartney története     | The Linda McCartney Story         | Linda McCartney                      | tévéfilm                                                                       |
| 2000–2001 | Vészhelyzet                                  | ER                                | Dr. Kim Legaspi                      | visszatérő szereplő (14 epizód)                                                |
| 2001      |                                              | The Beast                         | Alice Allenby                        | főszereplő (6 epizód)                                                          |
| 2001      | Kerge város                                  | Spin City                         | Nancy Wheeler                        | vendégszereplő (1 epizód)                                                      |
| 2002      | Apa és fia                                   | Man and Boy                       | Cyd Mason                            | tévéfilm                                                                       |
| 2003      |                                              | The Lyon's Den                    | Ariel Saxon                          | visszatérő szereplő (7 epizód)                                                 |
| 2003      | CSI: A helyszínelők                          | CSI: Crime Scene Investigation    | Melissa Winters                      | vendégszereplő (1 epizód)                                                      |
| 2003–2011 | Esküdt ellenségek: Különleges ügyosztály     | Law & Order: Special Victims Unit | Andrea Brown / June Frye             | vendégszereplő (2 epizód)                                                      |
| 2004      |                                              | Grammercy Park                    | Taylor Elliot Quinn                  | eladatlan próbaepizód                                                          |
| 2004      | Everwood                                     | Everwood                          | Sara Beck                            | vendégszereplő (1 epizód)                                                      |
| 2004      | Boston Legal – Jogi játszmák                 | Boston Legal                      | Christine Pauley                     | vendégszereplő (2 epizód)                                                      |
| 2004      | Doktor House                                 | House                             | Mary Augustine nővér                 | vendégszereplő (1 epizód)                                                      |
| 2004      | A Nascar az életem: Dale Earnhardt története | 3: The Dale Earnhardt Story       | Teresa Earnhardt                     | tévéfilm                                                                       |
| 2006      |                                              | Haskett's Chance                  | Ann Haskett                          | eladatlan próbaepizód                                                          |
| 2006–2010 | Lost – Eltűntek                              | Lost                              | Dr. Juliet Burke                     | állandó szereplő                                                               |
| 2007–2008 |                                              | Lost: Missing Pieces              | Dr. Juliet Burke                     | websorozat (4 epizód)                                                          |
| 2009–2011 | V, mint veszélyes                            | V                                 | Erica Evans                          | főszereplő                                                                     |
| 2012–2014 | Revolution                                   | Revolution                        | Rachel Matheson                      | - főszereplő - magyar hangja: - Kiss Eszter                                    |
| 2013      | Casey Anthony pere                           | Prosecuting Casey Anthony         | Linda Drane Burdick                  | - tévéfilm - magyar hangja: - Orosz Anna                                       |
| 2013      | Legszebb, legrosszabb karácsonyom            | Kristin's Christmas Past          | Barbara Cartwell                     | tévéfilm                                                                       |
| 2014      | Egyszer volt, hol nem volt                   | Once Upon a Time                  | Ingrid / Hókirálynő / Sarah Fisher   | visszatérő szereplő (9 epizód)                                                 |
| 2015      | Crossing Lines – Határtalanul                | Crossing Lines                    | Carine Strand                        | főszereplő                                                                     |
| 2016      |                                              | Dead of Summer                    | Deb Carpenter                        | főszereplő                                                                     |
| 2018–2021 | A Térség                                     | The Expanse                       | Dr. Annushka "Anna" Volovodov        | - visszatérő szereplő - magyar hangja: - Solecki Janka                         |
| 2019      | Rejtjelek                                    | Blindspot                         | Scarlett Myers                       | 1 epizód                                                                       |
| 2019      |                                              | The Christmas Club                | Olivia Bennett                       | tévéfilm                                                                       |
| 2021      | Doktor Murphy                                | The Good Doctor                   | Dannie Miller                        | 1 epizód                                                                       |
| 2021–     | Outer Banks                                  | Outer Banks                       | Carla Limbrey                        | - mellékszereplő - magyar hangja: - Horváth Lili                               |
| 2022      | FBI: International                           | FBI: International                | Angela Cassidy                       | 3 epizód                                                                       |
| 2022      | Az első áldozat                              | First Kill                        | Margot Fairmont                      | - főszereplő - magyar hangja: - Orosz Anna                                     |
| 2022–     | Télapuk                                      | The Santa Clauses                 | Carol Calvin / Télanyu               | - főszereplő - magyar hangja: - Tóth Ildikó (1. évad) - Györgyi Anna (2. évad) |

## Fontosabb díjak és jelölések
| Év   | Díj                             | Kategória                              | Jelölt mű         | Eredmény |
| ---- | ------------------------------- | -------------------------------------- | ----------------- | -------- |
| 2006 | Szaturnusz-díj                  | Legjobb televíziós női mellékszereplő  | Lost – Eltűntek   | Jelölve  |
| 2007 | Monte-Carlo Television Festival | Kiemelkedő színésznő drámasorozatban   | Lost – Eltűntek   | Jelölve  |
| 2007 | Szaturnusz-díj                  | Legjobb televíziós női mellékszereplő  | Lost – Eltűntek   | Jelölve  |
| 2008 | Monte-Carlo Television Festival | Kiemelkedő színésznő drámasorozatban   | Lost – Eltűntek   | Jelölve  |
| 2008 | Szaturnusz-díj                  | Legjobb televíziós női mellékszereplő  | Lost – Eltűntek   | Elnyerte |
| 2009 | Monte-Carlo Television Festival | Kiemelkedő színésznő drámasorozatban   | Lost – Eltűntek   | Jelölve  |
| 2009 | Szaturnusz-díj                  | Legjobb televíziós női mellékszereplő  | Lost – Eltűntek   | Jelölve  |
| 2010 | Primetime Emmy-díj              | Legjobb vendégszínésznő (drámasorozat) | Lost – Eltűntek   | Jelölve  |
| 2011 | Szaturnusz-díj                  | Legjobb televíziós női mellékszereplő  | V, mint veszélyes | Jelölve  |
| 2014 | Szaturnusz-díj                  | Legjobb televíziós női mellékszereplő  | Revolution        | Jelölve  |